# Hatashō (Shiga)
Hatashō (秦荘町 Hatashō-chō?) fue un pueblo localizado en el Distrito de Echi, Shiga, Japón.

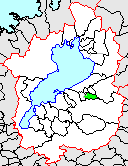
Localización de Hatashō

En 2003, el pueblo tenía una población estimada de 7.964 y una densidad de 318,05 habitantes por km². Su área total era de 25,04  km².

## Geografía
Ríos
- Río Uso

## Historia
El 13 de febrero de 2006, Hatashō se fusionó con el pueblo de Echigawa, también del Distrito de Echi, para formar el nuevo pueblo de Aishō.

## Transporte

### Carretera
Rutas Nacionales
Ruta Nacional 307
Carreteras Regionales Importantes
Carretera de Shiga 13 Tramo Hikone-Yōkaichi-Kōsei
Carretera de Shiga 28 Tramo Kotō-Echigawa
Carreteras Regionales Secundarias
Carretera de Shiga 216 Tramo Amefurino-Imazaike-Yōkaichi
Carretera de Shiga 218 Tramo Toyosato-Teishajō
Carretera de Shiga 220 Tramo Matsuoji-Toyosato
Carretera de Shiga 221 Tramo Mekada-Kotō
Carretera de Shiga 222 Tramo Kitaochi-Toyosato